# Diana Cabeza
Diana Cabeza (Buenos Aires, 14 de agosto de 1954 - 22 de mayo de 2024), fue una arquitecta diseñadora argentina dedicada al equipamiento urbano. Sus diseños están en varias ciudades, como Tokio, Zúrich, París, entre otras, y en calles, plazas, parques y museos de la ciudad de Córdoba, Rosario, Jujuy, Pergamino, por nombrar algunas.

## Primeros años

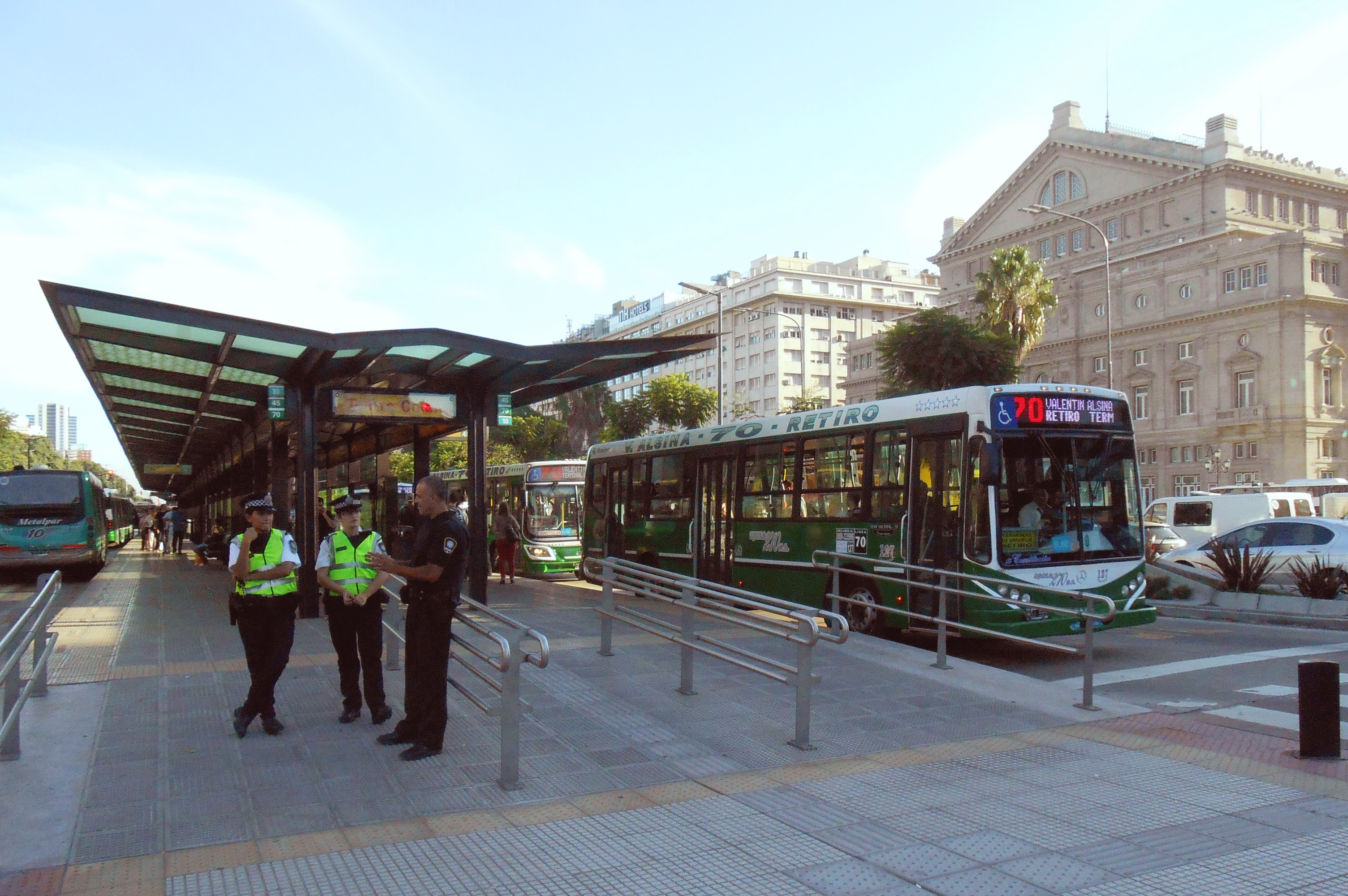
Diana Cabeza. Metrobús, Buenos Aires

Nació en Buenos Aires en 1954. Es egresada de la Escuela Nacional de Bellas Artes Prilidiano Pueyrredón con diploma de honor y de la Facultad de Arquitectura y Urbanismo de la Universidad de Belgrano.
Vivió en Palermo Viejo, Buenos Aires y estaba casada con el arquitecto Jorge Hampton, socio-fundador del Estudio Hampton-Rivoira.

## Trayectoria
Su actividad está concentrada en tres áreas: diseño y producción de equipamiento urbano e institucional con diseños de su autoría a través de Estudio Cabeza, desarrollo de servicios de diseño para terceros e investigación a través de sus relevamientos en curso y de su actividad académica.
Ha orientado siempre su trabajo en temas de investigación en torno a las posibilidades de los sitios, los espacios sociales, los usos, la ergonomía y la revalorización de los materiales regionales; sus diseños siempre pensados y desarrollados en la Argentina fueron publicados y premiados nacional e internacionalmente y en algunos casos licenciados al exterior a empresas europeas y latinoamericanas.
Posee tres relevamientos en curso:
- “Identidad Cultural, Espacio Social y Soportes de Uso Comunitario en la Puna Argentina, la Cultura del No Objeto”: Relevamiento fotográfico de las comunidades andinas del noroeste argentino focalizado en sus situaciones de encuentro en los atrios de las iglesias o en espacios festivos y en la apropiación por parte de la comunidad de los muros que van a funcionar como soporte del ritual y de la interacción social. El relevamiento se orienta a la vez a explorar su cultura material expresada en todas las escalas del habitar.
- Topografías Útiles: Relevamiento fotográfico que parte de la observación de la topografía natural de distintas regiones de nuestro país y de los países vecinos y en leer en ella la manifestación de soporte latentes de apropiación; trata de la exploración de usos a partir de las variaciones de la superficie o de la calidad del terreno, descubriendo soportes que están más cerca de la naturaleza y de la intuición que de la construcción intelectual.
- Nidos Urbanos: Estudia el repensar el habitar a partir del análisis de la situación más fundante que es la de vivir la privacidad en el espacio público por aquellos que quedan fuera del sistema.

## Obras

### 2014
- Centro comercial Distrito Arcos
- Toranomon Hills Plaza-Mori Building Co

### 2013
- Metrobús – Avda. 9 de Julio[4]
- Mori Building Plaza. Roppongi Hills (equipamiento completo)

### 2012
- Forum Puerto Norte – Rosario (equipamiento)
- Plaza Vaticano – Teatro Colón (equipamiento)

### 2011
- YPF – Nordelta (equipamiento)
- MetroBus – Av. Juan B. Justo
- Alto Rosario Shopping (equipamiento)

## Reconocimientos
En 2015 expone en el Centro Cultural Recoleta formando parte de la muestra Primera Antología del SXX: Arquitectos, Artistas y Diseñadores” presentando el proceso de diseño y dibujos originales de su línea completa “Nave” diseñada entre 2014 y 2015.
En 2014 el MAD Museum de Nueva York expuso su obra “Mantel de Encaje” y en 2007, el MALBA expuso su trabajo y mirada en la muestra Genealogías del Sur. Algunos de sus diseños forman parte de la colección del MAMBA.
Han escrito sobre su trabajo: Enrico Morteo, Cristina Morozzi y Marco Romanelli de Italia; Zaida Muxí, Juli Capella, Enric Pericas y Joseph Ma Serra de España, Silvia Fernández, Jorge Ramos, Carolina Muzi, Graciela Esperanza, Luján Cambariere, Myriam Chandler y Adriana Irigoyen, de Argentina, entre otros. Sus diseños fueron publicados en las revistas más prestigiosas del mundo como Landscape Architecture Magazine (Estados Unidos), Landscape Design (China), Light Design (Rusia), Domus, Abitare, The Plan (Italia) y en libros de mobiliario urbano en Francia, Suiza, Alemania, España, China. Su biografía aparece en el libro “Le Dictionnaire Universel des Femmes Créatrices”.
Obtuvo el Premio Mujeres Creativas 2014 UP City, 9 Sellos de Buen Diseño entre 2014 y 2012, el Premio Konex Platino 2012 al diseño industrial; el premio DARA 2010; el 1º Premio Concurso Nacional de Mobiliario Urbano para la ciudad de Buenos Aires GCBA/SCA 2004; el Premio ICFF Editors Award New York 2003 y un diploma al mérito en diseño industrial en 2012 entre otros.